# Кірон Мур
Кірон Мур (англ. Kieron Moore; 5 жовтня 1924 — 15 липня 2007) — ірландський актор кіно та телебачення, чия кар'єра була на піку в 1950-х і 1960-х роках. Його краще всього запам'ятати за роль графа Вронського в фільмі 1948 року «Анна Кареніна», де він грав разом з Вів'єн Лі.

## Вибрана фільмографія
- 1948 — Анна Кареніна
- 1961 — Труна доктора Блада
- 1962 — День триффідів
- 1966 — Арабеска / (Arabesque) — Юсеф Касім